# Dalekoistočni savezni okrug
Dalekoistočni savezni okrug (ruski: Дальневосто́чный федера́льный о́круг) najveći od sedam saveznih okruga Ruske Federacije.
Osoba koja trenutačno obnaša dužnost polpreda je Kamil Ishakov.
Dalekoistočni savezni okrug pokriva područje ruskog dijela Dalekog istoka.

## Federalni subjekti
| Dalekoistočni savezni okrug | Dalekoistočni savezni okrug | Dalekoistočni savezni okrug | Dalekoistočni savezni okrug | Dalekoistočni savezni okrug | Dalekoistočni savezni okrug |
| #                           | Zastava                     | Federalni subjekt           | Površina u km2.             | Stanovništvo Popis 2010.    | Administrativno središte    |
| --------------------------- | --------------------------- | --------------------------- | --------------------------- | --------------------------- | --------------------------- |
| 1                           |                             | Amurska oblast              | 363.700                     | 830.103                     | Blagovješčensk              |
| 2                           |                             | Židovska autonomna oblast   | 36.000                      | 176.558                     | Birobidžan                  |
| 3                           |                             | Kamčatski kraj              | 472.300                     | 322.079                     | Petropavlovsk-Kamčatski     |
| 4                           |                             | Magadanska oblast           | 461.400                     | 156.996                     | Magadan                     |
| 5                           |                             | Primorski kraj              | 165.900                     | 1.956.497                   | Vladivostok                 |
| 6                           |                             | Jakutska                    | 3.103.200                   | 958.528                     | Jakutsk                     |
| 7                           |                             | Sahalinska oblast           | 87.100                      | 497.973                     | Južno-Sahalinsk             |
| 8                           |                             | Habarovski kraj             | 752.600                     | 1.343.869                   | Habarovsk                   |
| 9                           |                             | Čukotski autonomni okrug    | 737.700                     | 50.526                      | Anadir                      |

Najveći gradovi su Vladivostok, Habarovsk, Nikolajevsk na Amuru, Južno-Sahalinsk, Komsomolsk na Amuru i Petropavlovsk-Kamčatski.

## Vanjske poveznice
- Službena stranica: Rusko savezno katastarsko središte -- Administrativni zemljovidi Ruske Federacije (tumač na ruskome
- Obavijesti o Dalekoistočnom saveznom okrugu
- Susret Granica:Sibir, Aljaska i Američki Zapad  Arhivirana inačica izvorne stranice od 31. kolovoza 2015. (Wayback Machine) (sadrži i materijale o ruskom Dalekom Istoku)